# Paepalanthus anamariae
Paepalanthus anamariae là một loài thực vật có hoa trong họ Eriocaulaceae. Loài này được Hensold mô tả khoa học đầu tiên năm 1988.